# Thomas Rusch
Thomas Rusch (* 10. Oktober 1962 in Freiburg im Breisgau) ist ein deutscher Fotograf, der in Berlin, Hamburg und Paris lebt.

## Leben und Werk
Nach der Schule ging Thomas Rusch 1981 nach Hamburg, wo er eine Ausbildung als Fotograf absolvierte. Seine erste Veröffentlichung war 1986 eine Serie von Porträts zum Schleswig-Holstein Musik Festival in der Wochenzeitschrift Stern. Darauf folgte eine langjährige Zusammenarbeit, in der Thomas Rusch Reportagen, Titelbilder und Porträts für den Stern fotografierte. Ab Ende der achtziger Jahre wurden seine Porträts berühmter Persönlichkeiten aus Kultur und Politik in diversen Magazinen veröffentlicht, u. a. in Zeitmagazin, Der Spiegel, Max, GQ. Zeitgleich entstanden zahlreiche prämierte Ausstellungsprojekte, wie „Paradise Lost“, „Cirque O“, „die Ecke“ und mehr.
Ab den späten neunziger Jahren lebte Thomas Rusch in Paris als Porträt-, Beauty- und Werbefotograf. Er veröffentlichte sowohl Strecken in Indie-Magazinen wie Soon, Tank oder Oyster als auch in zahlreichen internationalen Mode- und Lifestylemagazinen, fotografierte Werbekampagnen (u. a. für Ray Ban, Beck’s, Seat, ZDF) und entwickelte parallel dazu seine künstlerische Arbeit weiter.
Seit 2006 pendelt Thomas Rusch zwischen Hamburg, Paris und Berlin. Er arbeitet nach wie vor als Porträt- und Werbefotograf, aber vermehrt an freien Projekten, die sich meist mit Sexualität, Frauenbildern und Fetischismus auseinandersetzen. Deren ambivalente Qualitäten – zwischen Privatem und Öffentlichem, Kunst und Kommerz – untersucht Thomas Rusch in seinen Fotografien und bewegt sich damit im Spannungsfeld zwischen betonter Natürlichkeit und idealisierter Oberfläche. Seine letzten Ausstellungen beschäftigten sich mit dem Thema Masken („Behind“, Porträts von z. T. bis zur Unkenntlichkeit geschminkten Gesichtern) und Haut („A Fleur de peau“, verschiedene Serien zum Thema Haut).

## Ausstellungen
- 2014 A Fleur de Peau, Bettina von Arnim Gallery, Paris
- 2013 Bettina von Arnim Gallery, Paris
- 2010 Behind, Stageback Gallery, Shanghai
- 2009 Homage to Irving Penn, Galerie Hiltawsky, Hamburg/Berlin
- 2008 Play, Galerie Chappe, Paris
- 2002 Die Ästhetik der Lüste, Fotomuseum Leipzig
- 2002 Icon, Aplanat Galerie, Hamburg
- 2001 Jolis Momes, Acte 2, Paris
- 2000 Die Ästhetik der Lüste, Fotomuseum Leipzig
- 1996 Erotik in Deutschland, Museum für Kunst und Gewerbe, Hamburg
- 1995–2012 Bildermode – Modebilder. Deutsche Modephotographien von 1945 bis 1995. Kuratiert von F.C. Gundlach, mit Stationen in New York, Mailand, Taipeh, Seoul, Tokio, Peking, Hongkong, Singapur, Lissabon, u. a.
- 1995 Die Ecke, Image-Kastannus Oy, Helsinki
- 1994 Zeitgeist Becomes Form, Goetheinstitut, New York
- 1993 Paradise Lost, Kulturzentrum Gasteig, Munich
- 1993 Alexandra S., Deutsche Fototage, Frankfurt
- 1992 Internationaler Salon für Fotografie + Design, Köln
- 1992 Die Ecke, Galerie Rahmel – 17 Subway Stations, Köln
- 1992 Paradise Lost, PPS Galerie F.C. Gundlach, Sheila Metzner + Thomas Rusch, Hamburg
- 1992 Paradise Lost, Museo Ken Damy, Brescia, Italien
- 1991 Modewelten, Museum für Kunst und Gewerbe, Hamburg
- 1990 Paradise Lost, Museum House of Painters, Moskau
- 1987 Schleswig-Holstein Musik Festival, Grauwert Galerie, Hamburg

## Auszeichnungen
- 4× Art Directors Club, Deutschland
- Art Directors Club of Europe
- 2008 SPD Award, New York
- 2006 FWA Red Dot Award
- 2004 Canon ProFashional Photo Award
- 1992 Kodak Portrait Award
- 1991, 1987 Kodak European Award

## Sammlungen
- Zweite Bert Hartkamp Sammlung, Amsterdam, Niederlande
- Sammlung F.C. Gundlach, Hamburg, Deutschland
- Museum für Kunst und Gewerbe, Hamburg, Deutschland
- FotoMuseum, Helsinki, Finnland
- Museo Ken Damy, Brescia, Italien